# Ziggy X
Ziggy X, bürgerlich Thomas Fenske, ist ein deutscher DJ und Produzent aus Lüneburg.

## Tätigkeit als DJ
Das Interesse an der DJ-Tätigkeit wurde bei Ziggy X Ende 1998 durch den Track Nightingale von DJ Mind X geweckt. Er legte ab Januar 2000 auf Events und in Clubs auf. Im Mai des Jahres folgte die erste Residenz im „Kitchen Base Club“ in Lüneburg. Im darauffolgenden Jahr kam noch eine zweite Residenz – einmal am Wochenende – im Hamburger Club „Paranoya“ dazu. Danach folgte ein Engagement beim „Empire“, einem Großraumclub in Wittenburg. In seiner Zeit bei dem Label Aqualoop Records war er zusammen mit Rocco (Sven-R-G) Resident-DJ in der „Nachtarena Ziegelei“ in Groß Weeden bei Lübeck und tourte durch ganz Europa. Im Jahre 2008 kam es zu einem Bruch, auch in musikalischer Hinsicht. Bis 2016 siedelten sich Ziggys Veröffentlichungen im Hardstyle an.

## Eigene Produktionen
2002 begann Ziggy X den Aufbau eines eigenen Plattenlabels „vinyl-impact presents“ und eigene Produktionen. Sein Produzent wurde Patrick Wiechmann. Es entstand der Track Bassdusche, der in Clubs Nord- und Ostdeutschlands erfolgreich war. Im März 2003 wurde der Track durch EMI verlegt. Die „Bassdusche“ erreichte vordere Platzierungen in den Dancecharts und wurde dort von den Hörern zum „Motorola Dance Track“ des Jahres 2003 gewählt. Der Track wurde auch in Österreich, der Schweiz sowie in Dänemark veröffentlicht.
Am 4. Dezember 2003 wurde die zweite Single mit den Tracks Geschwindigkeitsrausch und Herzklopfen bei dem norddeutschen Label Aqualoop veröffentlicht. Es folgte ein erster Fernsehauftritt bei dem Musiksender VIVA bei der Club Rotation am 7. Februar 2004. Auf einer dritten Single erschien der Track ThiZ RoX und kam in den deutschsprachigen Dance-Charts bis in die Top 10. Im Herbst 2005 erschien dieser Track auch in Spanien und Japan. Im Februar 2005 erschien das vierte Vinyl (X ruleZ) in den Plattenläden.
Parallel zu X ruleZ wurde das Benefiz-Projekt „Dance United“ ins Leben gerufen, um die Opfer der Seebeben-Katastrophe in Südostasien zu unterstützen. Ziggy X beteiligte sich mit einer Umsetzung des Titels Help! Asia.
Es folgten weitere Produktionen die 2011 mit Cap AndritXol erstmals im Hardstyle Genre, mit eher mäßigen Erfolg, produziert wurden.
Mit Drop The Bazz kehrte ZIGGY X nicht nur ins alte Musik-Genre, sondern auch zu Aqualoop Records zurück, wo er insgesamt sechs Titel veröffentlichte. Im Frühjahr 2019 wechselte Ziggy mit Summer Rave zu High 5 Records und machte damit wieder intercontinental auf sich aufmerksam.
Am 27. Januar 2006 erschien Ziggys erste Compilation Bassdusche Vol.1 von der es insgesamt vier Ausgaben gab. 2009 wurde die Compilation mit Shower Of Bazz einen neuen Namen und erschien bis 2011 jährlich in drei Editionen.

## Veröffentlichungen
- 2002: Bassdusche
- 2003: Geschwindigkeitsrausch / Highspeedflash, Herzklopfen
- 2004: ThiZ RoX
- 2005: X RuleZ, Factor A
- 2006: X-ercize 5 E.P. (Drive X-treme, X-ercize 5, Free Your Mind, H.a.p.p.y.)
- 2006: X-Terminate
- 2007: Stormy Crowd
- 2009: Bassdusche 2k9
- 2011: Cap AndritXol
- 2013: Not Available
- 2015: Cap AndritXol (2.15 RmXX)
- 2016: Highspeedflash (2.16 Hard Drive RmXX)
- 2016: Good Bye (with Illuminatorz)
- 2017: Drop The Bazz
- 2018: X-cited
- 2018: Ragga X
- 2018: ZanzaX
- 2018: ConneXion
- 2019: VikinX
- 2019: Summer Rave
- 2019: Maximum Pressure
- 2019: The Boom (feat. Killer MC)
- 2020: Carry On
- 2020: Keeps Me High
- 2020: Rhythm & Drums
- 2020: Insanity (feat. Battle Angel)
- 2020: Don’t You Wanna (with Jakka-B)
- 2021: Frequencies Lost (feat. Sedutchion)
- 2021: Love U More (with DJ Satomi)
- 2021: Derb (with Mad Crow)
- 2021: Quédate
- 2021: Nerd (feat. Sedutchion)
- 2021: Lived In Vain
- 2021: Free
- 2021: Remember Me (with Rocco)
- 2022: Acid DNA
- 2022: Chaos In Your Head (with Charly Lownoise)
- 2022: Sweet Caroline
- 2022: DLMG (Future Rave)
- 2022: Since U Been Gone (with Dropixx)
- 2022: Heaven (with Uwaukh & Ryan Thistlebeck)
- 2022: On Fire (feat. Sedutchion)
- 2022: Thiz Rox (Again)

## Remixes (Auswahl)
- Anaconda – Sound of Love (Ziggy X Remix)
- Brooklyn Bounce – Sex, Bass & Rock n Roll (Ziggy X Remix)
- C-BooL – Would You Feel (Ziggy X Remix)
- Crowdshaker – Stay (It’s Partytime) (Ziggy X Remix)
- Dance United – Help! Asia (Ziggy X Mix)
- Marc Korn & Klubbingman feat. Craig Smart – Lift Me Up (Ziggy X Hardstyle Remix)
- Miss Distess X meets Pro-Gress – House of Pain (Ziggy X Remix)
- Legion of V.I.B.E.S – Sea of V.I.B.E.S (Ziggy X Remix)

## DJ-Mixe
- Hardbass Vol.4 (CD 2 mit Pulsedriver)
- Bassdusche 1–4 (eigene Compilation)
- Shower Of Bazz (2009–2011)
- Bang Your Hands Up 2009 (CD 2)